# الحياة بعد الحياة (رواية)
الحياة بعد الحياة هي رواية صدرت عام 2013 للكاتبة كيت أتكينسون.

## الجوائز والتكريم
فازت الرواية بالعديد من الجوائز، منها جائزة كوستا للكتاب لعام 2013. وأدرجت في القائمة المختصرة لجائزة بايليز النسائية للرواية لعام 2013، وجائزة والتر سكوت 2014.

## التلفاز
كلفت هيئة الإذاعة البريطانية (بي بي سي) بتعديل عمل أتكينسون وتحويله مسلسلاً من أربعة أجزاء في ديسمبر 2020. وفي أبريل 2021، أُعلن أن توماسين ماكنزي وسيان كليفورد سيلعبان دور البطولة في المسلسل جنبًا إلى جنب مع جيمس مكاردل وجيسيكا فيندلي وهاينز مع باتسي فيران وهاري ميشيل ولوري كيناستون وجوشوا هيل وماريا ليرد لإكمال فريق التمثيل. بدأ بث المسلسل في 19 أبريل 2022.